# Glött
Glött – miejscowość i gmina w Niemczech, w kraju związkowym Bawaria, w rejencji Szwabia, w regionie Augsburg, w powiecie Dillingen an der Donau, wchodzi w skład wspólnoty administracyjnej Holzheim. Leży na obrzeżach Jury Szwabskiej, około 9 km na południe od Dillingen an der Donau.

## Demografia
| Rok  | Liczba mieszk. |
| ---- | -------------- |
| 1970 | 956            |
| 1987 | 1 099          |
| 2000 | 1 130          |

## Polityka
Wójtem gminy jest Friedrich Käßmeyer, rada gminy składa się z 12 osób.
|      | CSU/CWV | Razem |
| 2008 | 12      | 12    |
| 2002 | 12      | 12    |